# Майдан-Криніцький (Красноставський повіт)
Майдан-Криніцький (пол. Majdan Krynicki) — село в Польщі, у гміні Ізбиця Красноставського повіту Люблінського воєводства.
Населення — 26 осіб (2011).
У 1975-1998 роках село належало до Замойського воєводства.

## Демографія
Демографічна структура станом на 31 березня 2011 року:
|          | Загалом | Допрацездатний вік | Працездатний вік | Постпрацездатний вік |
| -------- | ------- | ------------------ | ---------------- | -------------------- |
| Чоловіки | 15      | 0                  | 11               | 4                    |
| Жінки    | 11      | 0                  | 3                | 8                    |
| Разом    | 26      | 0                  | 14               | 12                   |